# 洛雷特 (埃罗省)
洛雷特（法語：Lauret，法語發音：[loʁɛt]）是法国奧克西塔尼大區埃罗省一个市镇，属于洛代沃区。

## 地理
洛雷特（43°50'8"N, 3°53'11"E）面积6.67 平方千米，位于法国奧克西塔尼大區埃罗省，该省份为法国南部沿海省份，南濒地中海，西南接奥德省，西北接塔恩省和阿韦龙省，东北与加尔省接壤。
与洛雷特接壤的市镇（或旧市镇、城区）包括：克拉雷、索泰拉尔格、瓦尔弗洛内斯。

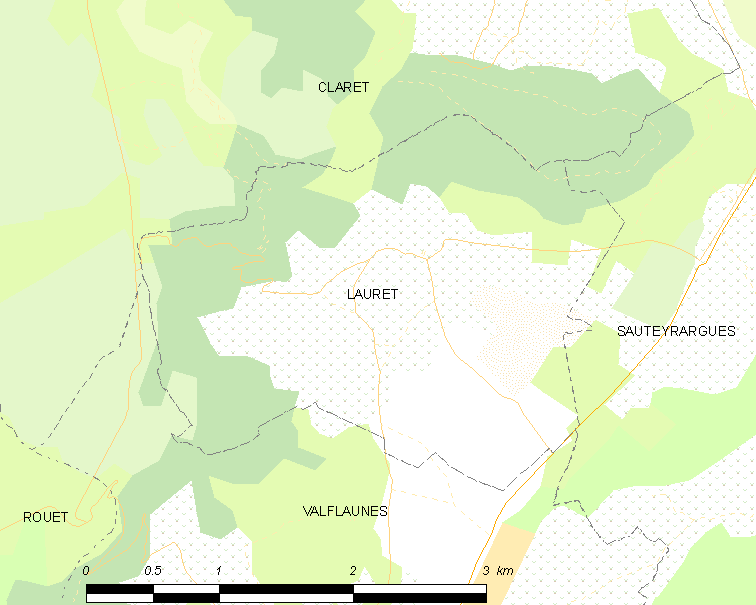
的OSM定位图

洛雷特的时区为UTC+01:00、UTC+02:00（夏令时）。

## 行政
洛雷特的邮政编码为34270，INSEE市镇编码为34131。

## 政治
洛雷特所属的省级选区为洛代沃县。

## 人口

1962-2008年间人口变化图示

洛雷特于2022年1月1日时的人口数量为621人。